# Pao suvattii
Pao suvattii es una especie de pez actinopeterigio de agua dulce, de la familia de los tetraodóntidos.
La especie es ocasionalmente utilizada en acuariofilia, aunque es muy agresiva con otros peces a los ataca, siendo su consumo como alimento para humanos imposible debido a su cuerpo venenoso.

## Morfología
Con el cuerpo típico de los peces globo de agua dulce de su familia, la longitud máxima descrita fue de un macho de 11'5 cm. Tienen la boca en posición elevada, marcas claras y oscuras formando un patrón radial alrededor del ojo. Tanto la cabeza como el cuerpo son deprimidos, con un ocelo más o menos completo en la parte posterior del cuerpo y una serie de rayas oblicuas en las mejillas y en la parte anterior inferior del cuerpo.

## Distribución y hábitat
Se distribuye por ríos y lagos del sureste de Asia, en la cuenca hidrográfica del río Mekong. Son peces de agua dulce tropical, de comportamiento demersal. Normalmente se encuentra en ríos grandes con sustrato fangoso, cerca de la desembocadura en llanuras de inundación con vegetación sumergida densa. aunque también se puede encontrar en fondos rocosos.